# Megaphysa herbiferalis
Megaphysa herbiferalis är en fjärilsart som beskrevs av Achille Guenée 1854. Megaphysa herbiferalis ingår i släktet Megaphysa och familjen Crambidae. Inga underarter finns listade i Catalogue of Life.